# Iris (gruppo musicale rumeno)
Iris è una band hard rock rumena fondata nel 1977 a Bucarest.

## Storia
Nel 1977 Nutu Olteanu (chitarra), Emil Lechiteanu (basso) e Nelu Dumitrescu (batteria) fondando la band. Nonostante il regime comunista guardasse con ostilità questo genere di musica (lo stesso anno molti membri della band Phoenix lasciano il paese per motivi ideologici) il gruppo nascente non si ferma e arriva a tenere un importante concerto nell'estate del 1977.
Nel 2000, durante il tour Athenaeu, la band registra un dvd live al quale partecipa anche il soprano Felicia Filip, cantando insieme a Cristi i brani "Baby" e "De vei pleca".
Nel 2006 vengono nominati al MTV Romania Music Awards vincendo il premio Best Rock.
Nel luglio del 2007 aprono il concerto dei Rolling Stones.

## Formazione
- Cristian Minculescu - voce
- Valter Popa - chitarra
- Doro Boro Brobeica - basso
- Relu Marin - tastiera
- Ion Nelu Dimitrescu - batteria

## Ex componenti
- Nuţu Olteanu - chitarra, voce (1977-1980, 1981-1986)
- Emil “Brando” Lechinţeanu - basso (1977–1978)
- Sorin Chifiriuc - chitarra, basso, voce (1978–1979)
- Nelu Jecan - voce (1978)
- Lucian Chivu - voce (1978–1979)
- Marty Popescu - basso (1978-1979, 1981-1984)
- Anton Haşiaş - basso (1980–1981)
- Clement Iordănescu - chitarra (1980)
- Adrian Ilie - chitarra (1980-1982, 1984-1985)
- Gelu Ştefan - batteria (1980)
- Vali Neamţu “Gălăgie” - batteria (1980)
- Niky Dinescu - batteria (1981)
- Dan Bădulescu - chitarra (1982)
- Sanda Lăcătuşu - voce (1982)
- Florin Ochescu - chitarra (1980, 1982–1984)
- Dan Bittman - voce (1984–1985)
- Bogdan Stănescu - chitarra (1985)
- Mihai Alexandru - chitarra (1986–1989)
- Nelu Popovici - basso (1988)
- Manuel Savu - chitarra (1990)
- Dan Alex Sîrbu - chitarra(1989-1990, 1990–1994)

## Discografia
- 1984: Iris (album)|Iris
- 1987: Iris II
- 1988: Iris III Nu te opri!
- 1990: Iris IV
- 1993: Iris 1993
- 1993: The best of Iris
- 1996: Luna Plina
- 1997: Iris 20 de ani (live)
- 1998: Mirage (Iris)|Mirage
- 1999: Casino (Iris)|Casino
- 1999: Risi 2000
- 2000: Athenaeum (live)
- 2002: Da, da eu stiu
- 2002: Matase Alba
- 2003: I.R.I.S 4Motion
- 2005: Iris Maxia
- 2007: Cei ce vor fi